# 송도국제기구도서관
송도국제기구도서관은 인천광역시에 있는 공립 도서관이다.

## 연혁
- 2013년 12월 19일 개관.